# Denisse Guerrero
Denisse Guerrero Flores (Los Mochis, Sinaloa, 8 de agosto de 1980)es una cantante mexicana, vocalista y compositora del grupo de electropop Belanova, que llegó al reconocimiento internacional en la década de 2000.

## Biografía
Originaria de Los Mochis (Sinaloa), se sintió atraída a la música y participó en eventos de canto locales desde su infancia. A la edad de ocho años, su mamá la inscribió en el carnaval de Los Mochis, donde fue elegida como reina.Conforme creció, aspiró dedicarse a la música y decidió que en Los Mochis no encontraría muchas oportunidades creativas, por lo que se mudó a Guadalajara, Jalisco, donde estudió diseño de modas. Al mismo tiempo, empezó a cantar y participar con grupos musicales. En este ambiente, conoció a Ricardo Arreola y Edgar Huerta, con quienes formó Belanova en 2000.
En sus inicios, Belanova no tenía mayor intención que ser un proyecto creativo de los tres amigos, hasta que en 2003 se les presentó la oportunidad de lanzar su primer material discográfico, Cocktail, que gozó de un éxito moderado, con algunos de sus temas alcanzando sitios importantes en las listas de popularidad; Belanova comenzó a volverse conocido.
Así, en 2005, lanzaron su segundo álbum: Dulce beat. Entonces iniciaron las giras por todo México y empezaron a darse a conocer en el extranjero. Al año siguiente, se reeditó Dulce beat con versiones acústicas y remixes de sus éxitos. Disney Latino invitó a Belanova a formar parte de la banda sonora de la película High School Musical, donde grabaron en español uno de los temas originales de la película, "What I've Been Looking For", como "Eres tú".
Para 2007, Belanova lanzó su tercera producción discográfica, Fantasía pop, la cual contó con la participación de Fito Páez, quien tocó el piano en la versión acústica de la canción "Toma mi mano", misma que fue escogida como tema principal para la película mexicana Hasta el viento tiene miedo. El primer sencillo, "Baila mi corazón", se posicionó en los primeros lugares de las listas de popularidad. Y como sucedió con Dulce beat en 2005, Cachorro López coprodujo Fantasía pop junto al trío en Argentina.
En 2010, Guerrero hizo una colaboración con Panda en el álbum Panda MTV Unplugged con la canción «Sistema sanguíneo fallido». En 2010, Belanova lanzó el disco Sueño electro I y en 2018 lanzó el álbum Viaje al centro del corazón.